# جيش الشعب الوطني (الصين)
جيش الشعب الوطني أو غيومنجن هو جيش أسسه فينغ يوتشيانغ وهو جينغيي وصن يوي خلال عصر أمراء الحرب في الصين. تأسس الجيش سنة 1924 م، واستطاع احتلال بكين والقبض على تساو كون، ونفي إمبراطور سلالة تشينغ الحاكمة السابق بوئي من المدينة المحرمة.